# Grand Prix automobile d'Australie 2009
GP précédent GP suivant
Le Grand Prix automobile d'Australie 2009 (2009 Formula 1 ING Australian Grand Prix), disputé sur le circuit de l'Albert Park dans la banlieue de Melbourne le 29 mars 2009, est la 804e épreuve du Championnat du monde de Formule 1 courue depuis 1950. Il s'agit de la vingt-cinquième édition du Grand Prix d'Australie comptant pour le championnat du monde de Formule 1 et l'épreuve d'ouverture du championnat 2009.

## Essais libres

### Vendredi matin

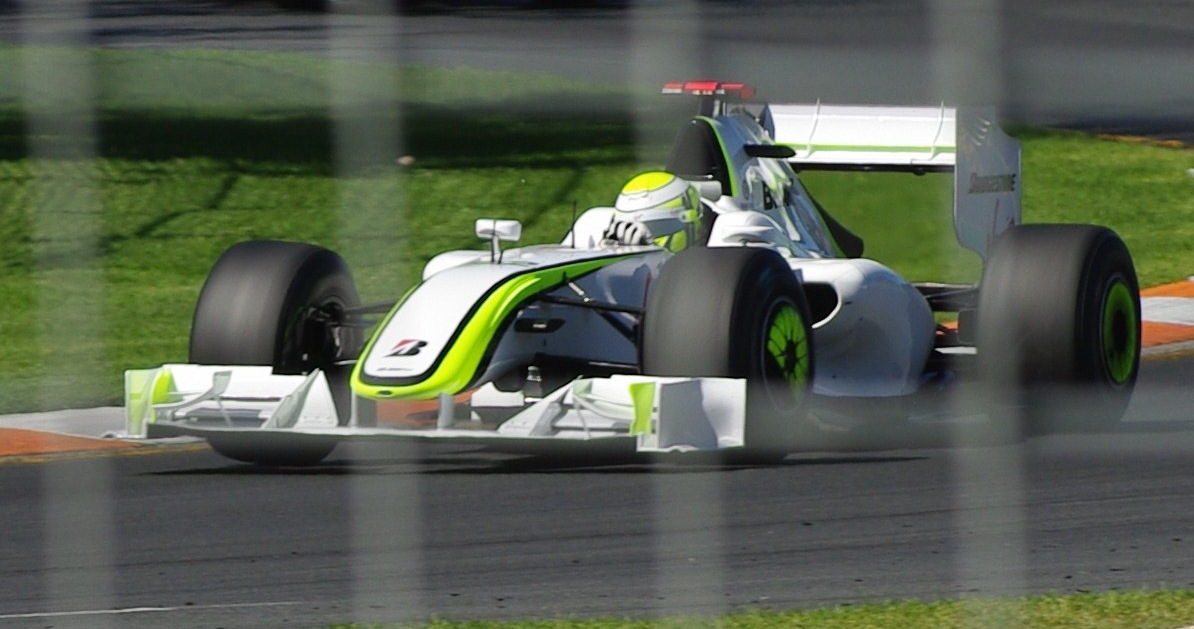
Premier Grand Prix pour l'écurie Brawn GP Formula One Team qui signe sa première pole position et sa première victoire. Jenson Button remporte son second Grand Prix après sa victoire au GP de Hongrie 2006

| Pos. | Pilote             | Voiture          | Chrono         | Écart     |
| ---- | ------------------ | ---------------- | -------------- | --------- |
| 1    | Nico Rosberg       | Williams-Toyota  | 1 min 26 s 687 |           |
| 2    | Kazuki Nakajima    | Williams-Toyota  | 1 min 26 s 736 | + 0 s 049 |
| 3    | Kimi Räikkönen     | Ferrari          | 1 min 26 s 750 | + 0 s 063 |
| 4    | Rubens Barrichello | Brawn-Mercedes   | 1 min 27 s 226 | + 0 s 539 |
| 5    | Heikki Kovalainen  | McLaren-Mercedes | 1 min 27 s 453 | + 0 s 766 |
| 6    | Jenson Button      | Brawn-Mercedes   | 1 min 27 s 467 | + 0 s 780 |

### Vendredi après-midi

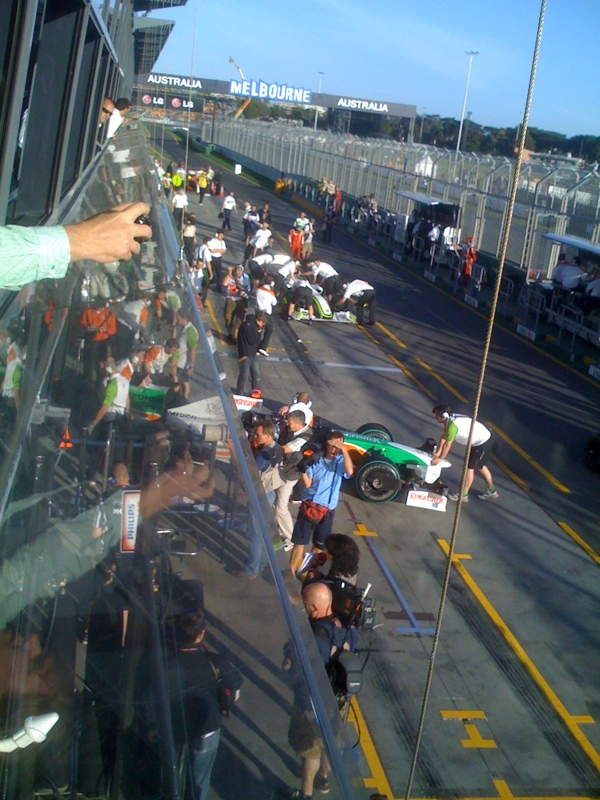
La pitlane de l'Albert park durant les essais du Grand Prix d'Australie

| Pos. | Pilote             | Voiture          | Chrono         | Écart     |
| ---- | ------------------ | ---------------- | -------------- | --------- |
| 1    | Nico Rosberg       | Williams-Toyota  | 1 min 26 s 053 |           |
| 2    | Rubens Barrichello | Brawn-Mercedes   | 1 min 26 s 157 | + 0 s 104 |
| 3    | Jarno Trulli       | Toyota           | 1 min 26 s 350 | + 0 s 297 |
| 4    | Mark Webber        | Red Bull-Renault | 1 min 26 s 370 | + 0 s 317 |
| 5    | Jenson Button      | Brawn-Mercedes   | 1 min 26 s 374 | + 0 s 321 |
| 6    | Timo Glock         | Toyota           | 1 min 26 s 443 | + 0 s 390 |

### Samedi matin

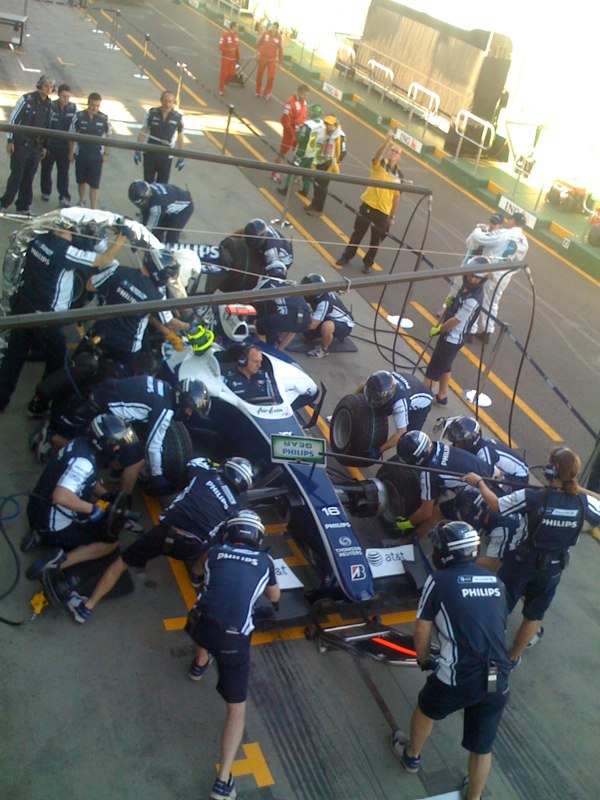
Entraînement aux ravitaillement et changement de pneus sur la Williams FW31 de Nico Rosberg lors des essais du Grand Prix

| Pos. | Pilote             | Voiture         | Chrono         | Écart     |
| ---- | ------------------ | --------------- | -------------- | --------- |
| 1    | Nico Rosberg       | Williams-Toyota | 1 min 25 s 808 |           |
| 2    | Jarno Trulli       | Toyota          | 1 min 25 s 811 | + 0 s 003 |
| 3    | Jenson Button      | Brawn-Mercedes  | 1 min 25 s 981 | + 0 s 173 |
| 4    | Felipe Massa       | Ferrari         | 1 min 26 s 020 | + 0 s 212 |
| 5    | Kazuki Nakajima    | Williams-Toyota | 1 min 26 s 078 | + 0 s 270 |
| 6    | Rubens Barrichello | Brawn-Mercedes  | 1 min 26 s 348 | + 0 s 540 |

## Grille de départ
| Pos. | Pilote                 | Écurie               | Qualifications 1 | Qualifications 2 | Qualifications 3 | Poids des monoplaces |
| ---- | ---------------------- | -------------------- | ---------------- | ---------------- | ---------------- | -------------------- |
| 1    | Jenson Button          | Brawn-Mercedes       | 1 min 25 s 211   | 1 min 24 s 855   | 1 min 26 s 202   | 664,5 kg             |
| 2    | Rubens Barrichello     | Brawn-Mercedes       | 1 min 25 s 006   | 1 min 24 s 783   | 1 min 26 s 505   | 666,5 kg             |
| 3    | Sebastian Vettel       | Red Bull-Renault     | 1 min 25 s 938   | 1 min 25 s 121   | 1 min 26 s 830   | 657,0 kg             |
| 4    | Robert Kubica          | BMW Sauber           | 1 min 25 s 922   | 1 min 25 s 152   | 1 min 26 s 914   | 650,0 kg             |
| 5    | Nico Rosberg           | Williams-Toyota      | 1 min 25 s 846   | 1 min 25 s 123   | 1 min 26 s 973   | 657,0 kg             |
| 6    | Felipe Massa SREC      | Ferrari              | 1 min 25 s 844   | 1 min 25 s 319   | 1 min 27 s 033   | 654,0 kg             |
| 7    | Kimi Räikkönen SREC    | Ferrari              | 1 min 25 s 899   | 1 min 25 s 380   | 1 min 27 s 163   | 655,0 kg             |
| 8    | Mark Webber            | Red Bull-Renault     | 1 min 25 s 427   | 1 min 25 s 241   | 1 min 27 s 246   | 662,0 kg             |
| 9    | Nick Heidfeld SREC     | BMW Sauber           | 1 min 25 s 827   | 1 min 25 s 504   |                  | 691,5 kg             |
| 10   | Fernando Alonso SREC   | Renault              | 1 min 26 s 026   | 1 min 25 s 605   |                  | 680,7 kg             |
| 11   | Kazuki Nakajima        | Williams-Toyota      | 1 min 26 s 074   | 1 min 25 s 607   |                  | 612,5 kg             |
| 12   | Heikki Kovalainen SREC | McLaren-Mercedes     | 1 min 26 s 184   | 1 min 25 s 726   |                  | 690,6 kg             |
| 13   | Sébastien Buemi        | Toro Rosso-Ferrari   | 1 min 26 s 503   |                  |                  | 675,5 kg             |
| 14   | Nelsinho Piquet SREC   | Renault              | 1 min 26 s 598   |                  |                  | 691,1 kg             |
| 15   | Giancarlo Fisichella   | Force India-Mercedes | 1 min 26 s 677   |                  |                  | 689,0 kg             |
| 16   | Adrian Sutil           | Force India-Mercedes | 1 min 26 s 742   |                  |                  | 684,5 kg             |
| 17   | Sébastien Bourdais     | Toro Rosso-Ferrari   | 1 min 26 s 964   |                  |                  | 662,5 kg             |
| 18   | Lewis Hamilton SREC    | McLaren-Mercedes     | 1 min 26 s 454   | Pas de temps     |                  | 655,0 kg             |
| 19   | Timo Glock             | Toyota               | 1 min 25 s 499   | 1 min 25 s 281   | 1 min 26 s 975   | 670,0 kg             |
| 20   | Jarno Trulli           | Toyota               | 1 min 26 s 194   | 1 min 25 s 265   | 1 min 27 s 127   | 660,0 kg             |

Notes:

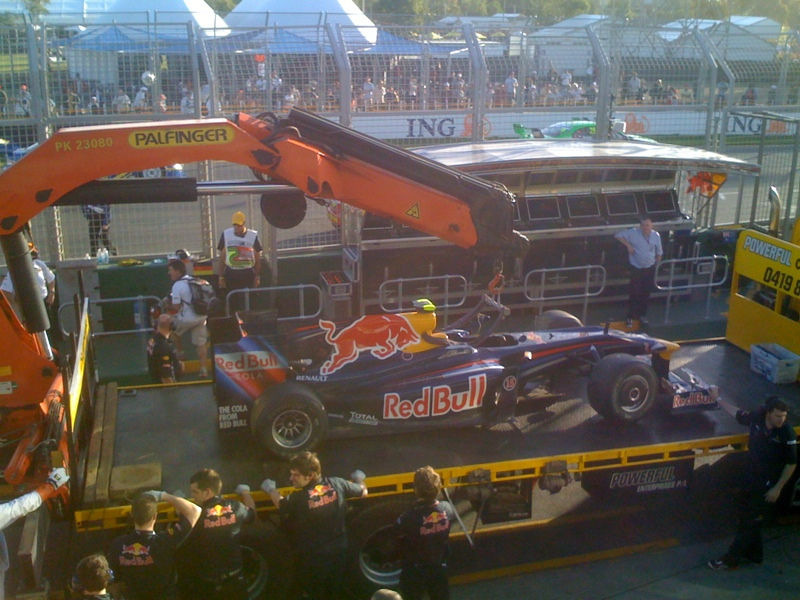
La Red Bull RB5 de Sebastian Vettel lors des essais du Grand Prix

- Les pilotes prenant part aux essais avec le système SREC sont signalés par la mention SREC.
- Initialement qualifié 15e, Lewis Hamilton a été pénalisé de 5 places sur la grille en raison d'un changement de boîte de vitesses. Il s'élance finalement de la 18e place à la suite du déclassement des pilotes Toyota.
- Les pilotes Toyota, Timo Glock et Jarno Trulli, qualifiés respectivement en 6e et 8e position, ont été rétrogradés en dernière ligne pour aileron non conforme à cause d'une trop grande flexibilité[5]. Ils se sont élancés de la voie des stands.

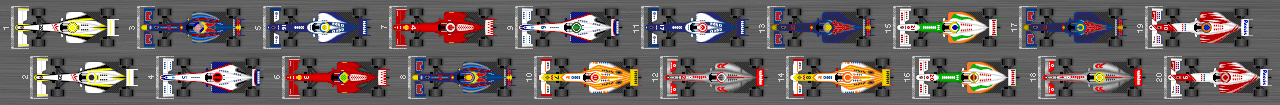
La grille de départ du Grand Prix.

## Course

### Déroulement de l'épreuve
À l’extinction des feux, Jenson Button profite de sa pole position pour prendre la tête devant Sebastian Vettel et Felipe Massa qui profitent du départ raté de Barrichello. Le peloton se bouscule au premier virage et Mark Webber y laisse son aileron avant tandis que Nick Heidfeld et Adrian Sutil crèvent. Heikki Kovalainen est le plus malchanceux des pilotes impliqués dans cet incident et doit renoncer à cause d'un train avant ouvert.
À l’issue du premier tour, Button compte près de quatre secondes d’avance sur Vettel, suivi par Massa, Kubica, Räikkönen, Rosberg, Barrichello, Nakajima, Piquet et Buemi. Lewis Hamilton entame alors une belle remontée et pointe déjà à la 9e place au sixième tour. Rosberg et Barrichello prennent l'ascendant sur Kimi Räikkönen qui choisit de rentrer ravitailler, tout comme son coéquipier au tour suivant.
Au 16e tour, Vettel et Rosberg effectent leur premier arrêt qui coûte de précieuses secondes à Rosberg (problème sur la roue avant gauche) et est dépassé par Räikkönen. Au 18e tour, Nakajima perd le contrôle de sa Williams FW31 et tape le mur. La voiture de sécurité intervient dans le tour suivant pour permettre aux commissaires de nettoyer la piste mais entretemps les pilotes de tête ont effectué leur ravitaillement. Dès la fin de la neutralisation au 24e tour, Piquet, victime du refroidissement excessif de ses pneus, part en tête-à-queue et termine dans le bac à graviers. Button conserve la première place, suivi de Vettel, Massa, Kubica, Räikkönen, Trulli, Barrichello, Buemi, Rosberg et Hamilton.
Peu après son deuxième arrêt au stand, Räikkönen part en toupie et manque de taper le muret : il doit à nouveau passer par les stands. À douze tours du terme, Massa est contraint d'abandonner et regagne les stands à vitesse réduite. Après les débuts de la dernière salve vague de ravitaillement, Button possède encore une seconde et demie d’avance sur Vettel et trois secondes sur Barrichello pris en chasse par Kubica tandis qu'Alonso devance Glock, Rosberg, Trulli et Hamilton.
À sept tours du terme, Barrichello et Alonso doivent effectuer un ultime passage à la pompe tandis que Rosberg est contraint de lâcher prise à la suite de la défaillance de ses pneumatiques. Vettel se trouve confronté au même souci de pneumatique que son compatriote, ce dont profite Kubica pour tenter de doubler le pilote Red Bull. À trois tours de l’arrivée, après une tentative de dépassement, les monoplaces s'accrochent et perdent leurs ailerons avant. Peu après, privés d'appuis, Vettel et Kubica tapent le muret et abandonnent.
La voiture de sécurité est à nouveau appelée sur la piste et neutralise l'épreuve jusqu'au drapeau à damier. Button signe la deuxième victoire de sa carrière après celle au Grand Prix de Hongrie en 2006. Il offre à Brawn GP sa première victoire dès sa première course, ce qui n’était plus survenu depuis la victoire de Jody Scheckter en Argentine en 1977 sur Wolf-Cosworth.
Après l'arrivée de la course et la cérémonie du podium, Jarno Trulli, troisième sous le drapeau à damier se voit pénalisé de 25 secondes pour avoir doublé Lewis Hamilton sous drapeau jaune. Mais quelques jours plus tard, après écoute des liaisons radiophoniques entre Hamilton et son stand par les commissaires de la FIA, Jarno Trulli est rétabli dans son droit et Hamilton sanctionné. Le Britannique a en effet dépassé l'Italien lorsque la voiture de sécurité était intervenue en fin de course, avant de ralentir pour lui rendre la troisième place, fait que l'écurie et son pilote n'ont pas raconté aux commissaires. Hamilton est en conséquence disqualifié pour déclarations erronées aux commissaires et Trulli récupère sa troisième place après levée de la sanction indûment attribuée.
Par ailleurs, Sebastian Vettel, jugé responsable par la FIA de l'accrochage avec Kubica, a été condamné par la FIA à 10 places de pénalité sur la grille de départ du Grand Prix de Malaisie. Son écurie, Red Bull Racing, qui l'a incité à continuer à rouler alors que sa roue avant gauche était arrachée après l'accrochage, a écopé d'une amende de 50 000 dollars.

### Classement de la course

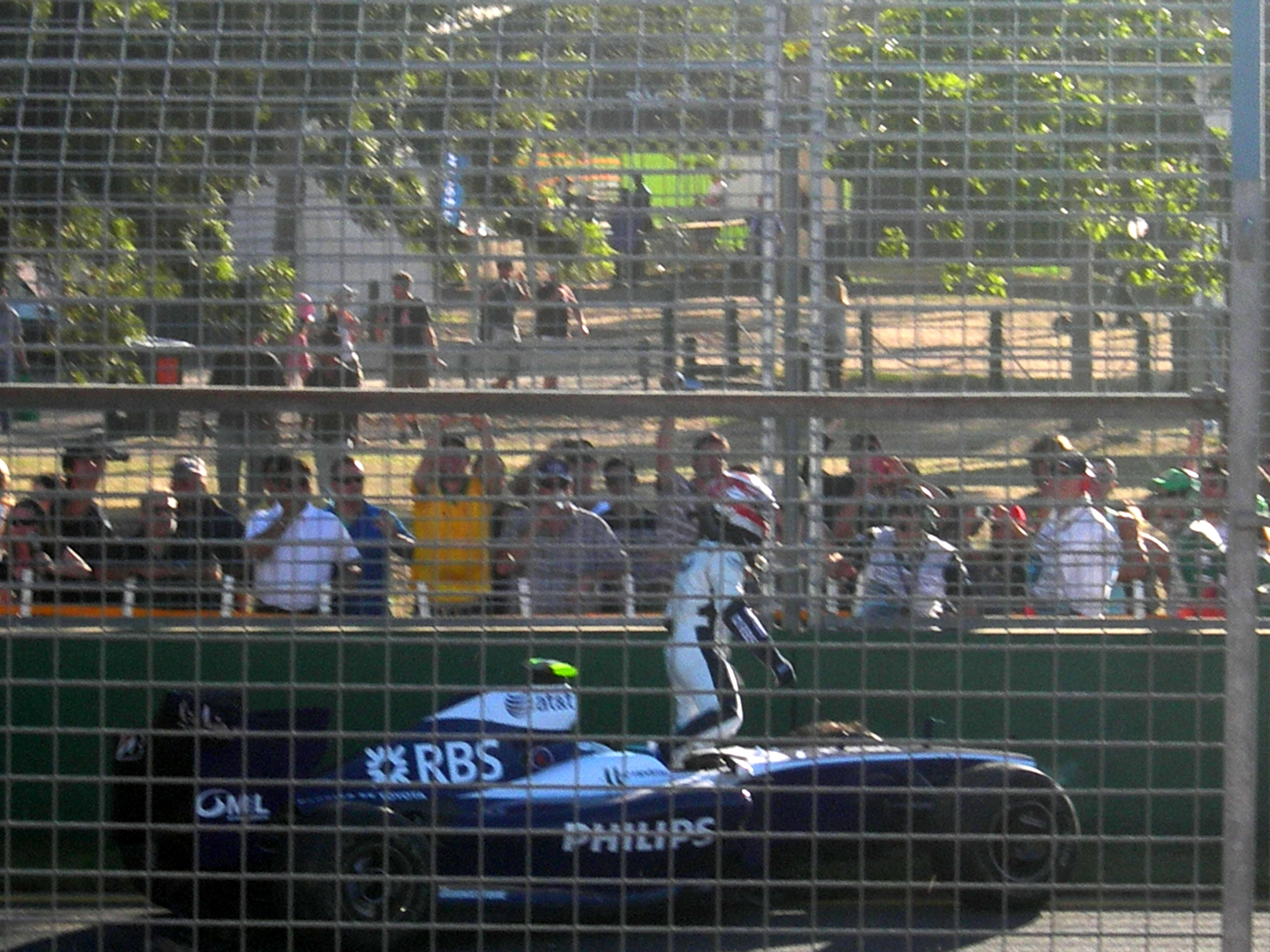
Kazuki Nakajima s'extrait de sa monoplace après son crash au

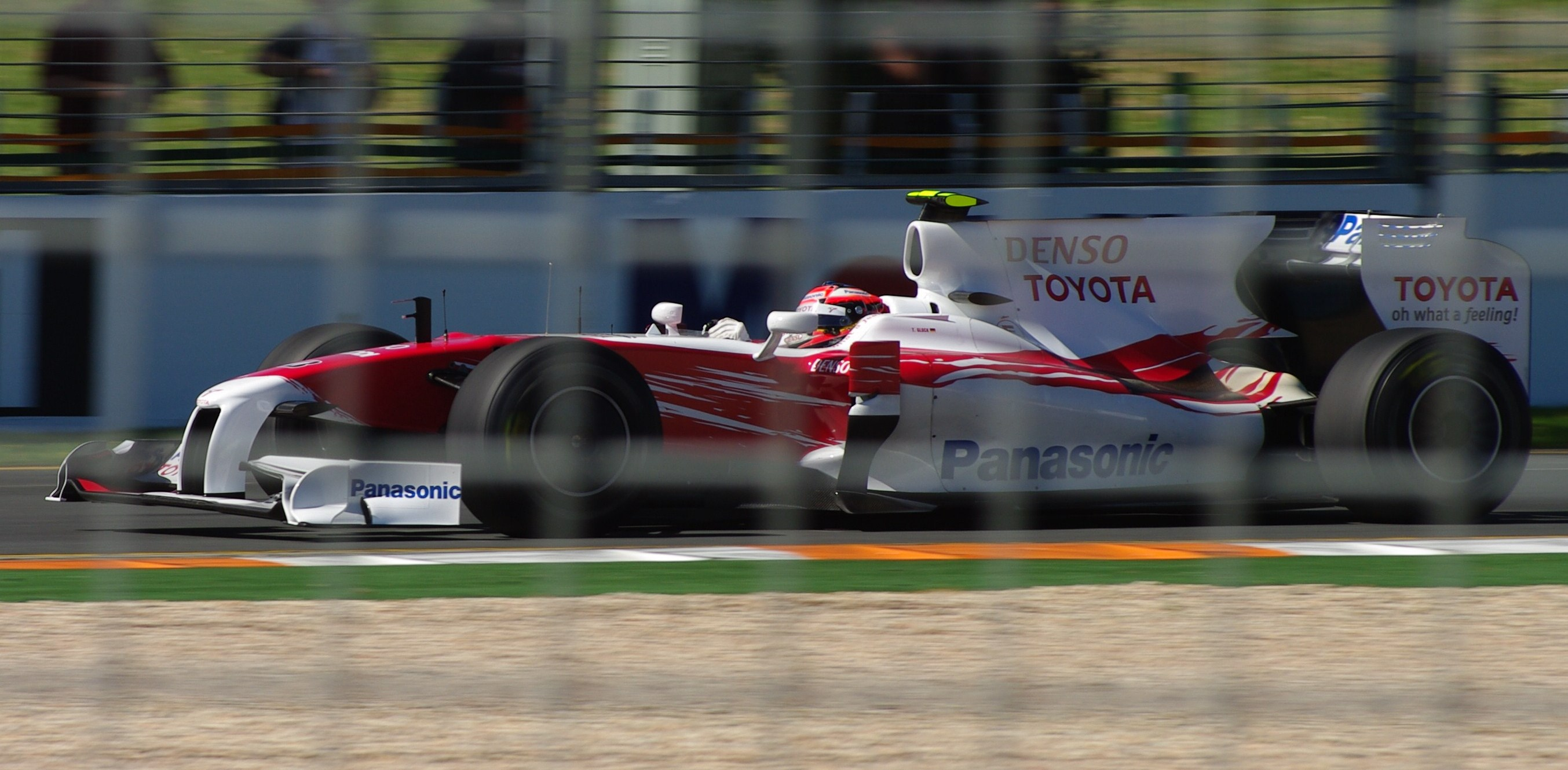
Timo Glock, dernier au départ, se classe quatrième du Grand Prix

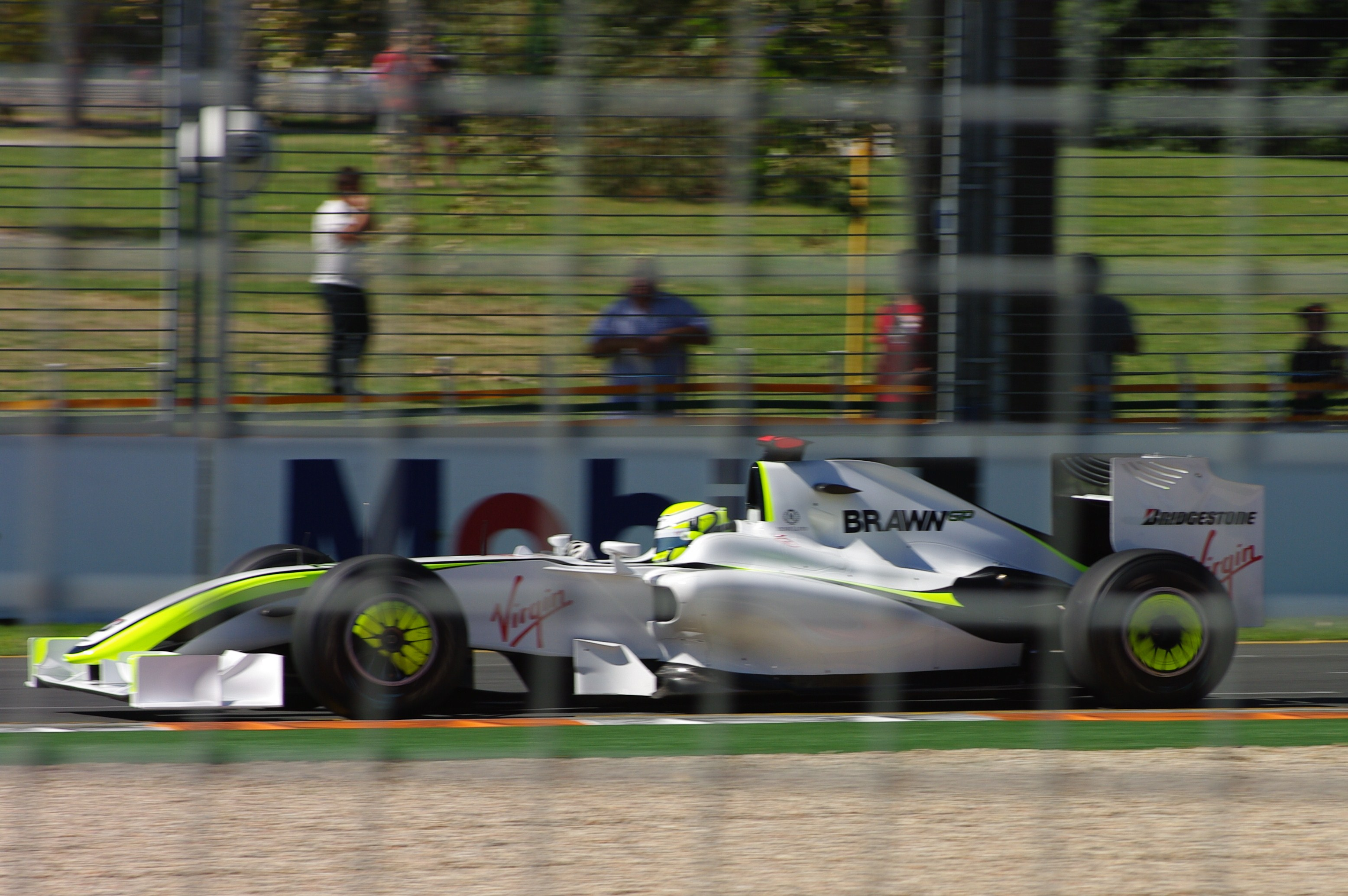
Jenson Button remporte son second Grand Prix après avoir signé la pole position

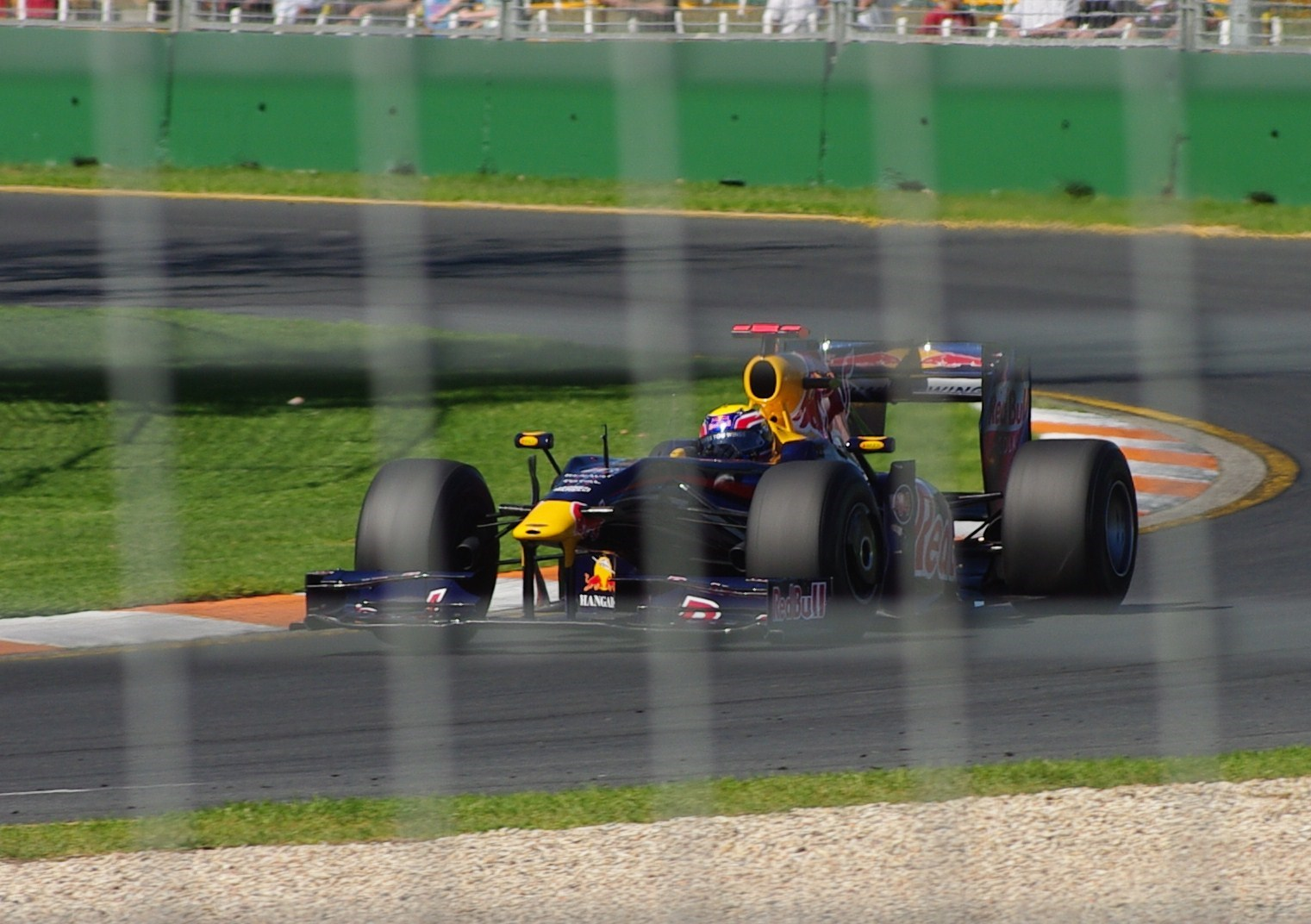
Mark Webber ne se classe que 12e de son Grand Prix national

| Pos. | No | Pilote                 | Écurie               | Tours | Temps/Abandon                      | Grille | Points |
| ---- | -- | ---------------------- | -------------------- | ----- | ---------------------------------- | ------ | ------ |
| 1    | 22 | Jenson Button          | Brawn-Mercedes       | 58    | 1 h 34 min 15 s 784 (195,776 km/h) | 1      | 10     |
| 2    | 23 | Rubens Barrichello     | Brawn-Mercedes       | 58    | + 0 s 807                          | 2      | 8      |
| 3    | 9  | Jarno Trulli           | Toyota               | 58    | + 1 s 604                          | 20     | 6      |
| 4    | 10 | Timo Glock             | Toyota               | 58    | + 4 s 435                          | 19     | 5      |
| 5    | 7  | Fernando Alonso SREC   | Renault              | 58    | + 4 s 879                          | 10     | 4      |
| 6    | 16 | Nico Rosberg           | Williams-Toyota      | 58    | + 5 s 722                          | 5      | 3      |
| 7    | 12 | Sébastien Buemi        | Toro Rosso-Ferrari   | 58    | + 6 s 004                          | 13     | 2      |
| 8    | 11 | Sébastien Bourdais     | Toro Rosso-Ferrari   | 58    | + 6 s 298                          | 17     | 1      |
| 9    | 20 | Adrian Sutil           | Force India-Mercedes | 58    | + 6 s 335                          | 19     |        |
| 10   | 6  | Nick Heidfeld SREC     | BMW Sauber           | 58    | + 7 s 085                          | 9      |        |
| 11   | 21 | Giancarlo Fisichella   | Force India-Mercedes | 58    | + 7 s 374                          | 15     |        |
| 12   | 14 | Mark Webber            | Red Bull-Renault     | 57    | + 1 tour                           | 8      |        |
| 13   | 15 | Sebastian Vettel       | Red Bull-Renault     | 56    | Accident                           | 3      |        |
| 14   | 5  | Robert Kubica          | BMW Sauber           | 55    | Accident                           | 4      |        |
| 15   | 4  | Kimi Räikkönen SREC    | Ferrari              | 55    | Différentiel                       | 7      |        |
| Abd. | 3  | Felipe Massa SREC      | Ferrari              | 45    | Hydraulique                        | 6      |        |
| Abd. | 8  | Nelsinho Piquet SREC   | Renault              | 24    | Sortie de piste                    | 14     |        |
| Abd. | 17 | Kazuki Nakajima        | Williams-Toyota      | 17    | Accident                           | 11     |        |
| Abd. | 2  | Heikki Kovalainen SREC | McLaren-Mercedes     | 0     | Dommages                           | 12     |        |
| Dsq. | 1  | Lewis Hamilton SREC    | McLaren-Mercedes     | 58    | Disqualifié                        | 18     |        |

Note:
- Les pilotes prenant part au Grand Prix avec le SREC sont signalés par la mention SREC.

### Pole position et record du tour
- Pole position :  Jenson Button (Brawn-Mercedes) en 1 min 26 s 202 (221,5 km/h). Le meilleur temps des qualifications a quant à lui été réalisé par Rubens Barrichello, lors de la Q2, en 1 min 24 s 783.
- Meilleur tour en course :  Nico Rosberg (Williams-Toyota) en 1 min 27 s 706 au quarante-huitième tour (217,668 km/h).

### Tours en tête
- Jenson Button (Brawn-Mercedes) : 58 tours (1-58).

## Classements généraux à l'issue de la course
| Pos. | Pilote             | Écurie             | Points |
| ---- | ------------------ | ------------------ | ------ |
| 1    | Jenson Button      | Brawn-Mercedes     | 10     |
| 2    | Rubens Barrichello | Brawn-Mercedes     | 8      |
| 3    | Jarno Trulli       | Toyota             | 6      |
| 4    | Timo Glock         | Toyota             | 5      |
| 5    | Fernando Alonso    | Renault            | 4      |
| 6    | Nico Rosberg       | Williams-Toyota    | 3      |
| 7    | Sébastien Buemi    | Toro Rosso-Ferrari | 2      |
| 8    | Sébastien Bourdais | Toro Rosso-Ferrari | 1      |

| Pos. | Écurie             | Points |
| ---- | ------------------ | ------ |
| 1    | Brawn-Mercedes     | 18     |
| 2    | Toyota             | 11     |
| 3    | Renault            | 4      |
| 4    | Williams-Toyota    | 3      |
| 5    | Toro Rosso-Ferrari | 3      |

## Statistiques
- 4e pole position de sa carrière pour Jenson Button.
- 1re pole position pour son premier Grand Prix pour l'écurie Brawn GP grâce à Jenson Button. Depuis la création du championnat du monde en 1950, seules huit écuries ont réussi cette performance (Alfa Romeo et Kurtis Kraft en 1950, Mercedes Benz et Lancia en 1954, Lola en 1962, March et Tyrrell en 1970.
- 1er doublé en première ligne pour l'écurie Brawn GP avec Jenson Button et Rubens Barrichello. Seuls Alfa Romeo (Grand Prix d'Angleterre 1950), Kurtis Kraft (Indianapolis 1950), Mercedes Benz (Grand Prix de France 1954) et March (Grand Prix d'Afrique du Sud 1970) ont réussi une telle performance depuis la création du championnat du monde.
- 2e victoire de sa carrière de Jenson Button.
- 1re victoire pour son premier Grand Prix pour l'écurie Brawn GP. Seuls Alfa Romeo (Grand Prix d'Angleterre 1950), Kurtis Kraft (Indianapolis 1950), Mercedes Benz (Grand Prix de France 1954) et Wolf (Grand Prix d'Argentine 1977) ont réussi une telle performance depuis la création du championnat du monde.
- 1er doublé son premier Grand Prix pour l'écurie Brawn GP avec Jenson Button et Rubens Barrichello. Seuls Alfa Romeo (Grand Prix d'Angleterre 1950), Mercedes Benz (Grand Prix de France 1954) et Wolf (Grand Prix d'Argentine 1977) ont réussi une telle performance depuis la création du championnat du monde.
- 68e victoire pour Mercedes Benz en tant que motoriste.
- 1er Grand Prix pour le pilote Sébastien Buemi qui inscrit ses premiers points en championnat du monde en se classant 7e sur Scuderia Toro Rosso.
- 1er Grand Prix mené de bout en bout pour Jenson Button.
- 200e départ en Grand Prix pour le pilote Jarno Trulli.
- 200e victoire en Grand Prix d'un pilote britannique.
- 29e arrivée consécutive parmi les pilotes classés pour Nick Heidfeld qui établit un nouveau record.
- Sebastian Vettel, reconnu responsable de l'accrochage avec Robert Kubica, a été condamné par la FIA à 10 places de pénalité sur la grille de départ du Grand Prix de Malaisie. Son écurie a écopé d'une amende de 50 000 dollars pour l'avoir incité à rester en piste alors que sa roue avant gauche était arrachée après son accrochage.